# Hôtel Démians
Pour les articles homonymes, voir Demians (homonymie).
L'Hôtel Démians est un hôtel particulier de la ville de Nîmes, dans le département du Gard et la région Languedoc-Roussillon. Il est inscrit monument historique depuis 1964.

## Localisation
L'édifice est situé 4 rue Dorée.

## Historique
XVIIIe siècle : construction.

Un Démians a été maire de Nîmes en 1870-1871.

## Architecture
Les fenêtres ont des clefs.

La porte d'entrée à heurtoir et vantaux.

L'escalier a une rampe en fer forgé.